# Electronica 2: The Heart of Noise
Electronica 2: The Heart of Noise es el décimo sexto álbum de estudio del compositor francés de música electrónica Jean-Michel Jarre. Este nuevo trabajo musical se publicó el 6 de mayo de 2016 por Columbia Records. Es el segundo y último disco de un trabajo de dos volúmenes titulado Electronica.

## Antecedentes
Electronica 1: The Time Machine contó con la participación de artistas como Vince Clarke, Gesaffelstein, M83, Armin van Buuren, John Carpenter, 3D (de Massive Attack), Pete Townshend, Tangerine Dream, y otros, mientras que Electronica 2 cuenta con colaboraciones con Rone, Pet Shop Boys, Julia Holter, Primal Scream, Gary Numan, Hans Zimmer, Edward Snowden, Peaches, Sébastien Tellier, The Orb, Siriusmo, Yello, Jeff Mills, Cyndi Lauper y Christophe. En total, las colaboraciones entre los dos álbumes suman la participación de 30 artistas, y Jarre ha descrito la producción de estos dos álbumes como su proyecto más ambicioso.
El título del álbum, la portada y la lista de temas fueron anunciados por Jarre el 19 de febrero de 2016.

## Lista de temas

### Edición Estándar
| Electronica 2: The Heart of Noise |                                           |                                                        |          |  |
| N.º                               | Título                                    | Autor(es)                                              | Duración |  |
| 1.                                | «The Heart of Noise — Pt. 1 (Ft. Rone)»   | Jarre / Erwan Castex                                   | 4:25     |  |
| 2.                                | «The Heat of Noise — Pt. 2»               | Jarre                                                  | 4:10     |  |
| 3.                                | «Brick England (Ft. Pet Shop Boys)»       | Jarre / Neil Tennant / Chris Lowe                      | 4:01     |  |
| 4.                                | «These Creatures (Ft. Julia Holter)»      | Jarre / Julia Holter                                   | 3:40     |  |
| 5.                                | «As One (Ft. Primal Scream)»              | Jarre / Andrew Innes / Bobbie Gillespie / Robert Young | 3:58     |  |
| 6.                                | «Here for You (Ft. Gary Numan)»           | Jarre / Gary Numan                                     | 3:59     |  |
| 7.                                | «Electrees (Ft. Hans Zimmer]])»           | Jarre / Hans Zimmer                                    | 4:10     |  |
| 8.                                | «Exit (Ft. Edward Snowden)»               | Jarre                                                  | 6:19     |  |
| 9.                                | «What You Want (Ft. Peaches)»             | Jarre / Merrill Nisker                                 | 3:27     |  |
| 10.                               | «Gisele (Ft. Sébastien Tellier)»          | Jarre / Sébastien Telllier                             | 3:43     |  |
| 11.                               | «Switch on Leon (Ft. The Orb)»            | Jarre / Alex Paterson / Thomas Fehlmann                | 4:43     |  |
| 12.                               | «Circus (Ft. Siriusmo)»                   | Jarre / Moritz Friedrich                               | 3:09     |  |
| 13.                               | «Why This, Why That and Why? (Ft. Yello)» | Jarre / Dieter Meier / Boris Blank                     | 3:58     |  |
| 14.                               | «The Architect (Ft. Jeff Mills)»          | Jarre / Jeff Mills                                     | 4:43     |  |
| 15.                               | «Swipe to the Right (Ft. Cyndi Lauper)»   | Jarre / Cyndi Lauper / Carmen Cacciatore               | 4:54     |  |
| 16.                               | «Walking the Mile (Ft. Christophe)»       | Jarre / Daniel Bevilacqua                              | 4:52     |  |
| 17.                               | «Falling Down»                            | Jarre                                                  | 3:23     |  |
| 18.                               | «The Heart of Noise (The Origin)»         | Jarre                                                  | 2:39     |  |
| 74:13                             |                                           |                                                        |          |  |

### Edición deiTunes
| Electronica 2: The Heart of Noise (iTunes Edition) |                  |           |          |  |
| N.º                                                | Título           | Autor(es) | Duración |  |
| 19.                                                | «Continuous Mix» | Jarre     |          |  |